# Fulbojów Groń
Fulbojów Groń (750 m n.p.m.) – szczyt Pasma Laskowskiego, które w regionalizacji fizycznogeograficznej Polski według Jerzego Kondrackiego zaliczane jest do Beskidu Makowskiego, w nowszej regionalizacji z 2018 roku do Beskidu Żywiecko-Orawskiego, a w najszerszym rozumieniu do Beskidu Żywieckiego. Znajduje się w Paśmie Laskowskim pomiędzy Kubiesów Groniem i Wyczyszczonem. Na mapie Compassu szczyt ten nie jest opisany, na mapie Geoportalu nazwa Fulbojów Groń odnosi się nie do szczytu, lecz do jego północno-zachodniego grzbietu. Na grzbiecie tym, w większości porośniętym lasem, są należące do Pewli Wielkiej osiedla Kuklówka i Szewczyki. Stok południowo-wschodni (tzw. Koszarawski Groń) należy do wsi Koszarawa. Niegdyś w większości zajęty był przez pola uprawne, obecnie zarastające lasem.
Pierwszy człon nazwy szczytu pochodzi od nazwiska Fulboj, zaś drugi człon, słowo „groń” (w języku słowackim „grúň") jest pochodzenia wołoskiego, jest często używane w Karpatach i oznacza stromy brzeg nad rzeką lub potokiem lub grzbiet między dwoma strumieniami.